# Das brennende Herz
Pour plus de détails, voir Fiche technique et Distribution.
Das brennende Herz (titre français : Cœur embrasé) est un film allemand réalisé par Ludwig Berger, sorti en 1929.

## Synopsis
Le jeune compositeur Georg Wittig a développé un instrument de musique électronique révolutionnant la scène musicale, avec laquelle on peut produire des sons similaires à la voix humaine. Alors qu'il se prépare pour son premier concert, il tombe amoureux de la jeune chanteuse Dorothee, qu'il avait rencontrée dans le cimetière. La jeune femme vient de terminer ses études de chant et se produit dans le but de se nourrir à l'Odeon, un cabaret de seconde zone. Comme elle en a honte, elle se fait passer pour une employée de la poste. Une vraie postière, Inge Keller, la couvre auprès de Georg.
Wittig remarque très rapidement que la jeune femme dont il est tombé amoureux a une belle voix claire et demande à Dorothee de chanter à son prochain concert. Il lui a dédié la symphonie qu'il vient de composer, Das brennende Herz. Il veut se convaincre de l'entendre chanter avant de la demander en mariage, mais Wittig tombe sur sa mère adoptive, une alcoolique, qui entre dans l'Odeon pour boire, et voit Dorothee sur la scène. Déçu et en colère, il demande des comptes à la jeune artiste qui tente de se défaire des mains d'un baron et l'accuse violemment. La rupture est grande.
Bouleversée, Dorothee court dans le trafic automobile. Elle est renversée et blessée. À l'hôpital, elle espère la visite de Georg. Pendant ce temps, le compositeur comprend pourquoi elle n'a pas dit la vérité. Alors que le concert approche, le maestro est nerveux. Il fait le solo de l'instrument électronique. Dans les rangs, on entend la voix de Dorothee comme un mirage mais qui vient de l'instrument qui fait de ce concert une réussite.

## Fiche technique
- Titre : Das brennende Herz
- Réalisation : Ludwig Berger assisté de Paul Martin
- Scénario : Hans Müller-Einigen
- Musique : Willy Schmidt-Gentner, Giuseppe Becce
- Direction artistique : Rudolf Bamberger, Ernst Meiwers
- Photographie : Curt Courant
- Production : Hans Schönmetzler
- Sociétés de production : Länderfilm
- Société de distribution : Terra-Filmverleih
- Pays de production : Allemagne  République de Weimar
- Langue : allemand
- Format : Noir et blanc - 1,33:1 - 35 mm
- Genre : Romantique
- Durée : 113 minutes
- Dates de sortie :
  - Allemagne : 16 février 1929.
  - Royaume-Uni : 20 février 1929.
  - France : 13 septembre 1929[1].

## Distribution
- Mady Christians : Dorothee Claudius
- Gustav Fröhlich : Georg Wittig
- Friedrich Kayßler : Prof. Claudius
- Frida Richard : Le père Wittig
- Lena Malena : Zazu
- Hanna Waag (de) : Inge Keller, la postière
- Ida Wüst : Isolde Fuchs, l'agent de concerts
- Anton Edthofer : Szuschinsky
- Rosa Valetti : La maîtresse de l'Odeon
- Anton Pointner : Le baron
- Alexandra Schmitt : La costumière
- Elsa Wagner : L'opératrice du spectacle

## Histoire
Das brennende Herz est tourné en décembre 1928 et janvier 1929 dans les studios de Berlin-Staaken. En décembre 1929 paraît une version sonore du film, plus courte.
Le film est adapté pour le public anglophone sous le nom de The Burning Heart. Le film muet sort à Londres le 20 février 1929 puis une version sonore le 14 janvier 1930.